# Kiffosso I
Kiffosso I è un comune rurale del Mali facente parte del circondario di Yorosso, nella regione di Sikasso.
Il comune è composto da 11 nuclei abitati:
- Fakoni
- Kalédougou I
- Kalédougou II
- Kiffosso I
- Kiffosso II
- Lebosso
- Makongo
- Odiola
- Pitiérésso
- Wolon
- Zangousso